# Тиме, Клеменс (архитектор)
Клеменс Тиме (нем. Clemens Thiеme)(13 мая 1861 года, Борна, Королевство Саксония — 11 ноября 1945 года, Лейпциг, Саксония) — немецкий архитектор XIX—XX веков. Инициатор строительства памятника Битве народов в Лейпциге, руководитель строительства Центрального вокзала Лейпцига — крупнейшего по занимаемой площади вокзала Европы (83 640 м², длина- 298 м).

## Биография
Клеменс Тиме родился 13 мая 1861 года в семье мелкого государственного служащего из саксонского городка Борна. После изучения архитектуры в Королевской саксонской строительной школе Лейпцига и в Политехническом институте Дрездена, с 1887 года он работал в качестве независимого архитектора в Лейпциге. Сохранилось несколько домов, построенных по его проектам.

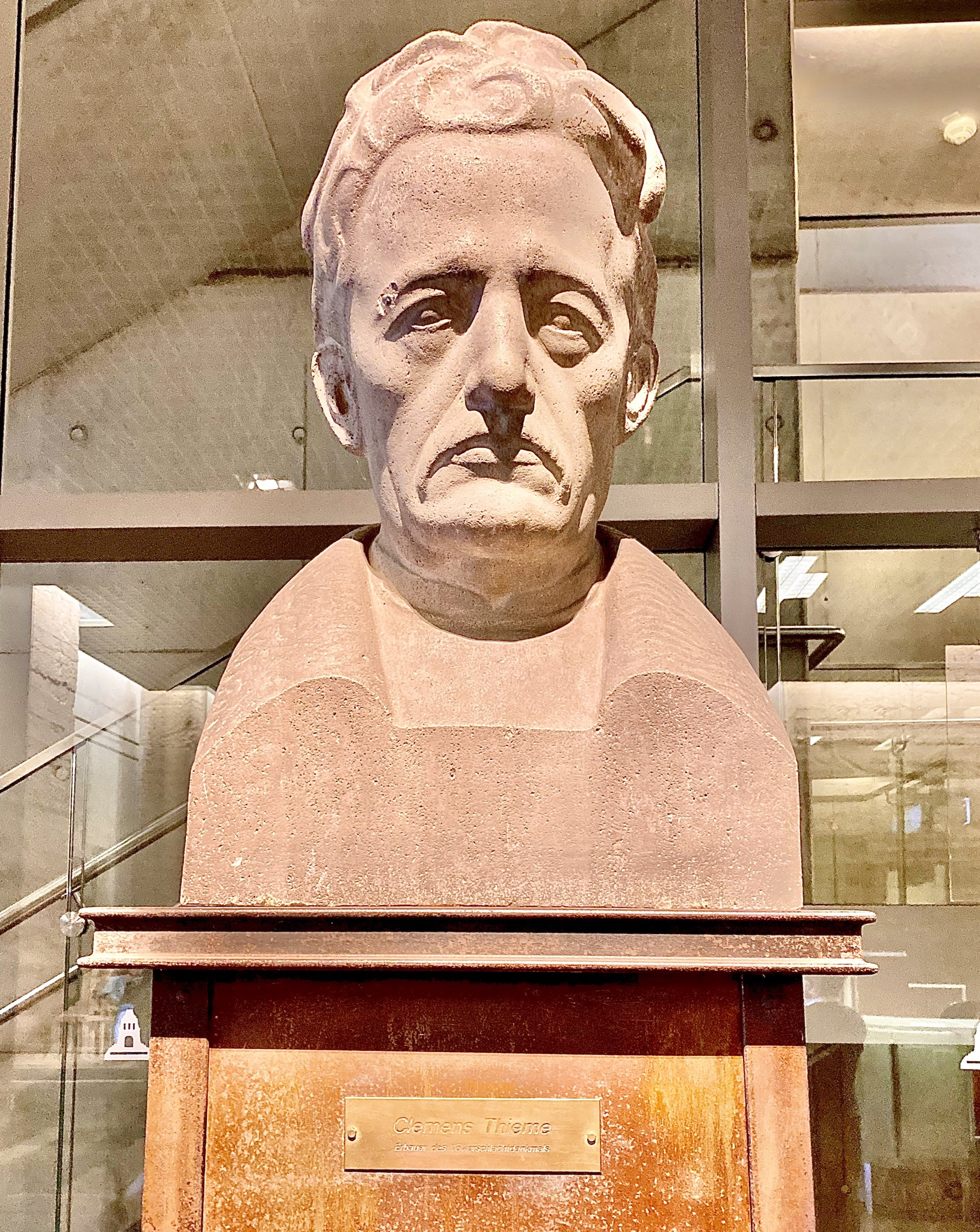
Бюст Клеменса Тиме

Клеменс Тиме был также руководителем проекта с саксонской стороны по строительству Центрального вокзала Лейпцига.
Самой большой его заслугой считается инициатива по сооружению Памятника битве народов. Закладной камень будущего памятника был освящён уже в 1863 году к пятидесятилетию сражения, после чего строительные и проектные работы остановились на долгие годы. В 1892 году Тиме взял на себя задачу активизировать усилия по возведению национального Памятника битве народов. Прежде всего, в 1894 году он инициировал создание Германского союза патриотов для сооружения Памятника битве народов под Лейпцигом и организовал финансирование строительства памятника, призвав к пожертвованиям в фонд строительства и устроив специальную лотерею в его пользу. Тиме также существенно дополнил и изменил победивший на конкурсе проект архитектора Бруно Шмитца (1858—1916): в частности, устройство крипты, фигуры так называемых стражей свободы и массивное навершие были его идеей. Кроме того, он возглавил и сами строительные работы.
В знак признания его заслуг при строительстве памятника в 1913 году Тиме был удостоен звания почетного гражданина города Лейпцига. По случаю освящения памятника Кайзер Вильгельм II наградил Тиме орденом Красного орла 4-й степени. При этом саксонская пресса расценила эту награду как оскорбление ввиду низкого статуса ордена. Есть версия, что Тиме отклонил Орден.
С 1888 года Тиме был членом лейпцигской масонской ложи Аполлон, где он достиг третьей степени магистра.
Клеменс Тиме также был одним из инициаторов Саксонско-Тюрингенской промышленно-ремесленной выставки в Лейпциге в 1897 году, ставшей крупнейшей выставкой, когда-либо проведённой в городе.
Клеменс Тиме скончался в возрасте 84 лет 11 ноября 1945 года в Лейпциге. Похоронен на Южном кладбище Лейпцига у подножия Памятника битве народов (XII-ый отдел, место 146). Место захоронения было позднее оформлено в качестве почётной могилы.
Он имел неакадемическое звание тайного советника.

## Память
В 2001 году в честь Тиме была названа улица в лейпцигском районе Либертвольквитц (Clemens-Thieme-Straße). Поблизости, на так называемом Холме монархов во время Битвы народов располагался наблюдательный пункт Александра I, Франца II и Фридриха Вильгельма III.
Его именем была названа начальная школа в его родном городе Борна.

## Здания и сооружения
Кёрнерплац, 7 (1890)
Пауль-Грунер-Штрассе, 16 (1888—1890)
Бетховенштрассе, 31 (1895)
Нордплатц,1 (1888—1890)
Чайковскиштрассе, 4 [1]
Ан дер Ферфассунглинде, 22 (складское здание музыкального издательства C.F. Peters)
Памятник битве народов (1898—1913, инициатор и строитель)
Центральный вокзал Лейпцига (1909—1915, проектный менеджмент)